# Armand Sabatier
Armand Sabatier (født 14. januar 1834 i Ganges, død 22 december 1910) var en fransk sammenlignende anatom.
Sabatier var professor i zoologi ved universitetet i Montpellier. Han forfattede flere arbejder, særlig vedrørende hvirveldyrenes anatomi, for eksempel Études sur le coeur et la circulation centrale dans la serie des vertébrés (1873) og Comparaison des ceintures et des membres antérieurs et postérieurs dans la serie des vertébrés (1880).